# Narciso Yepes
Narciso Yepes (Lorca, 14 novembre 1927 – Murcia, 3 maggio 1997) è stato un chitarrista spagnolo.

## Biografia
Narciso Yepes nacque in una famiglia di modeste condizioni a Lorca, in Spagna, il 14 novembre 1927. Conobbe la chitarra a soli quattro anni, su impulso del padre. Iniziò a frequentare lezioni di chitarra con il maestro Jesus Guevara, a Lorca. In seguito allo scoppio della Guerra Civile Spagnola nel 1936 si spostò con la famiglia a Valencia.
A tredici anni fu accettato al Conservatorio di Valencia, con il pianista e compositore Vicente Asencio.
Il 16 dicembre del 1947 eseguì il Concierto de Aranjuez di Joaquín Rodrigo (direttore Ataùlfo Argenta), che lo portò agli onori della ribalta e della critica. Nel 1952 riarrangiò una tradizionale composizione per chitarra, Romance, che sarebbe poi diventata la colonna sonora del film Giochi proibiti (Jeux Interdits), di René Clément; questo contribuì a lanciare a livello internazionale la carriera di Yepes. Eseguì inoltre altri brani per il film.
Nel 1964 eseguì il Concierto de Aranjuez insieme ai Berliner Philharmoniker, promuovendo la chitarra a dieci corde realizzata in collaborazione con il noto produttore di chitarre José Ramirez. Yepes fu infatti il principale sostenitore della chitarra a dieci corde, che permetteva di trascrivere e suonare pezzi rinascimentali e barocchi, originariamente ideati per l'esecuzione con il liuto.
Dal 1993 Yepes limitò le sue apparizioni in pubblico a causa di un linfoma. Tenne il suo ultimo concerto il primo marzo 1996, a Santander in Spagna.
Morì a Murcia nel 1997.

## Discografia parziale
- Boccherini, Quint. chit. n. 4, 7, 9 - Yepes/Melos Quartet, 1970 Deutsche Grammophon
- Rodrigo, Aranjuez/Fant. gentilhombre - Yepes/Navarro/PhO/ECO, Deutsche Grammophon
- Rodrigo, Composizioni celebri - Yepes/Romeros/Gallois/Zabaleta, Deutsche Grammophon
- Rodrigo Bacarisse, Aranjuez/Madrigal/Conc. chit. - Yepes/Alonso/Navarro, Deutsche Grammophon
- Scarlatti: Sonatas - Narciso Yepes, 1988 Deutsche Grammophon
- Tarrega, Recuerdos de la Alhambra - Yepes, Deutsche Grammophon
- Canciones Españolas - Narciso Yepes/Teresa Berganza, Deutsche Grammophon
- Yepes, Romance D'amour - Narciso Yepes, 1989 Deutsche Grammophon
- Yepes, Musica spagnola per chit. - Albeniz/Falla/Rodrigo/Soler, Deutsche Grammophon
- Yepes, Musica spagnola per chit. - Rodrigo/Albeniz/Tarrega, 1968/1971 Deutsche Grammophon
- Yepes, Recuerdos - Portrait of the Artist, 1967/1989 Deutsche Grammophon
- Malagueña, Spanish Guitar Music - Narciso Yepes, Deutsche Grammophon
- Yepes, The complete concerto recordings - Kuentz/Alonso/Garcia Navarro/ Frühbeck de Burgos, 1969/1979 Deutsche Grammophon